# NGC 3561B
NGC 3561B је лентикуларна галаксија у сазвежђу Велики медвед која се налази на NGC листи објеката дубоког неба.
Деклинација објекта је + 28° 42' 43" а ректасцензија 11h 11m 13,0s. Привидна величина (магнитуда) објекта NGC 3561 износи 13,4 а фотографска магнитуда 14,3. NGC 3561B је још познат и под ознакама UGC 6224, MCG 5-27-11, CGCG 155-90, DRCG 23-27, CGCG 156-11, VV 237, ARP 105, IRAS 11085+2859, PGC 33992.